# Emblème de la Thaïlande
L'emblème de la Thaïlande (En thaï: ตราแผ่นดินของไทย) est représenté par Garuda. Il est appelé Phya Khrut ou Garuda Royal. De plus, le symbole national est l'emblème des monarques thaïlandais ainsi que d'autres membres de la famille royale.
Garuda est une figure mythique dans l'hindouisme et dans le bouddhisme. Dans le blason thaïlandais et dans les étendards royaux, il apparaît de gueules et portant une couronne. Il possède un torse d'homme, des bras humains et des plumes et des pattes d'oiseau.

## Histoire
Jusqu'à la mort de Rama V (Chulalongkorn) en 1910, les armoiries du Siam (nom du pays avant 1939) étaient beaucoup plus complexes. Elles comportaient deux lions porteurs d'ombrelles, encadrant un blason tripartite, où figuraient l'éléphant tricéphale Erawan (symbolisant la royauté thaï), l'éléphant blanc du Lan Xang (actuel Laos) et deux kriss symbolisant les territoires malais du sud du royaume.
Ces armoiries ont été abandonnées à l'avènement de Rama VI, peut-être pour prendre en compte la perte du Laos au profit de la France survenue au cours du règne précédent (1893 et 1907).